# 愛沙尼亞人
愛沙尼亞人（過去稱為）是歐洲的一個民族，與芬蘭人之間有親緣關係。愛沙尼亞人以芬蘭-烏戈爾語族的愛沙尼亞語為母語。雖然愛沙尼亞常常與立陶宛和拉脫維亞兩國并列為波罗的海国家，但愛沙尼亞的民族及語言都與立陶宛和拉脫維亞兩國不同。大部分愛沙尼亞人信奉基督新教路德宗。目前愛沙尼亞人總人口大約有110萬，其中生活在愛沙尼亞本國的有930,219人。海外的愛沙尼亞人以居住在俄羅斯、美國、加拿大的最多。

## 民族分佈、人口與語言

### 人口
共約110萬人，主要在愛沙尼亞本國（全國總人口約134萬人，愛沙尼亞族占68%），另有10多萬愛沙尼亞人散居在芬蘭、美國、加拿大和瑞典等國。

### 語言

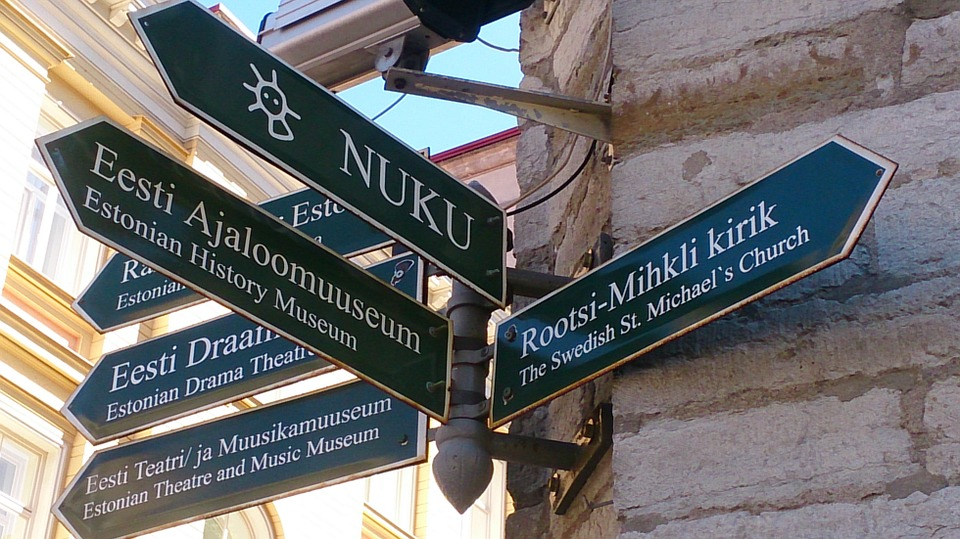
塔林雙語路牌

愛沙尼亞語屬於烏拉爾語系的芬蘭-烏戈爾語族，有9個元音和16個輔音，主要重音落在詞的第一個音節上。語法非常複雜，有14種格。没有冠詞或語法性的差別，也没有未來式，這是愛沙尼亞語與屬於印歐語系的歐洲大部分其他語言最顯著的不同。文字使用拉丁字母，共27個字母。
有三種主要方言：東北近海方言、北方方言、南方方言。北方方言（塔林方言）是愛沙尼亞標準語言的基礎。近代則有許多來自德語、俄語和拉脫維亞語的借詞。

## 地理環境
愛沙尼亞在波羅的海三國最北端，西向波羅的海，北向芬蘭灣，東臨俄羅斯，南鄰拉脫維亞。全境地勢低平，平均海拔僅50公尺。50.5%面積為森林覆蓋。是溫帶海洋性氣候。

## 歷史沿革

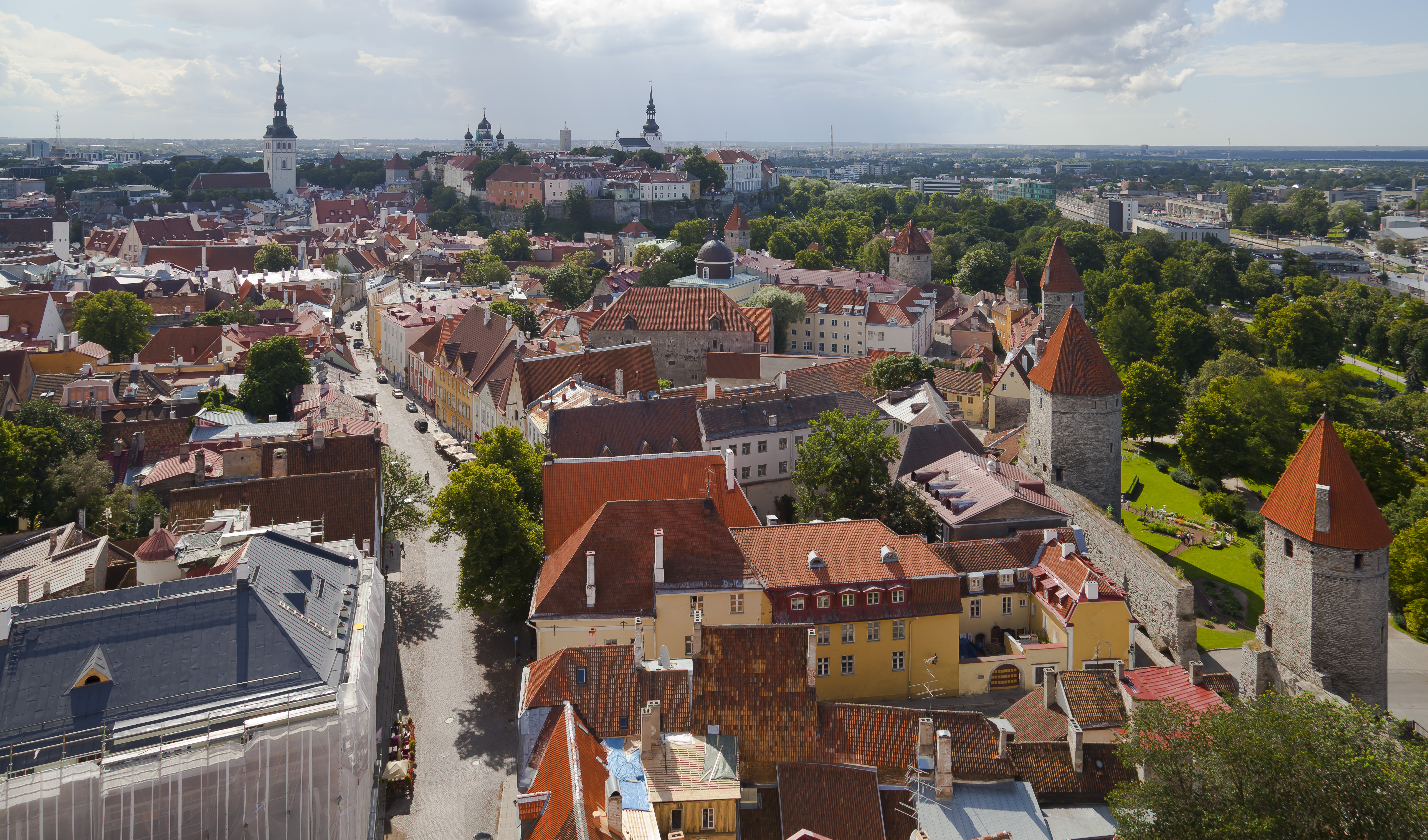
首都塔林舊城區保存豐富的中世紀建築，被稱為城市博物館

愛沙尼亞人大約五千年前來到此地定居生活，是歐洲古老的先民之一。
公元98年，羅馬歷史學家塔西佗著作《日耳曼尼亞志》中第一次提到「Aestii」，即現代愛沙尼亞名稱「Eesti」的來歷。
波羅的海的位置夾在四方列強中間，歷史上愛沙尼亞經過多次外族侵略與統治。十三世紀初期先後遭日耳曼騎士團和丹麥人侵佔。十三世紀中葉到十六世紀中葉，被德意志十字軍征服。十六世紀末，瑞典、丹麥和波蘭進入瓜分。到了十七世紀中葉，由瑞典佔領了整個愛沙尼亞，此為較平和時期。十八世紀後，俄國打敗瑞典，將愛沙尼亞納入勢力範圍，延續到之後蘇聯時期。一戰到二戰期間又接連受德、俄統治。
受到戰亂影響及蘇聯的人口轉移政策作用下，許多人移居海外。1990年3月，恢復愛沙尼亞共和國。1991年8月20日，正式宣佈獨立。

## 社會、家庭與婚姻

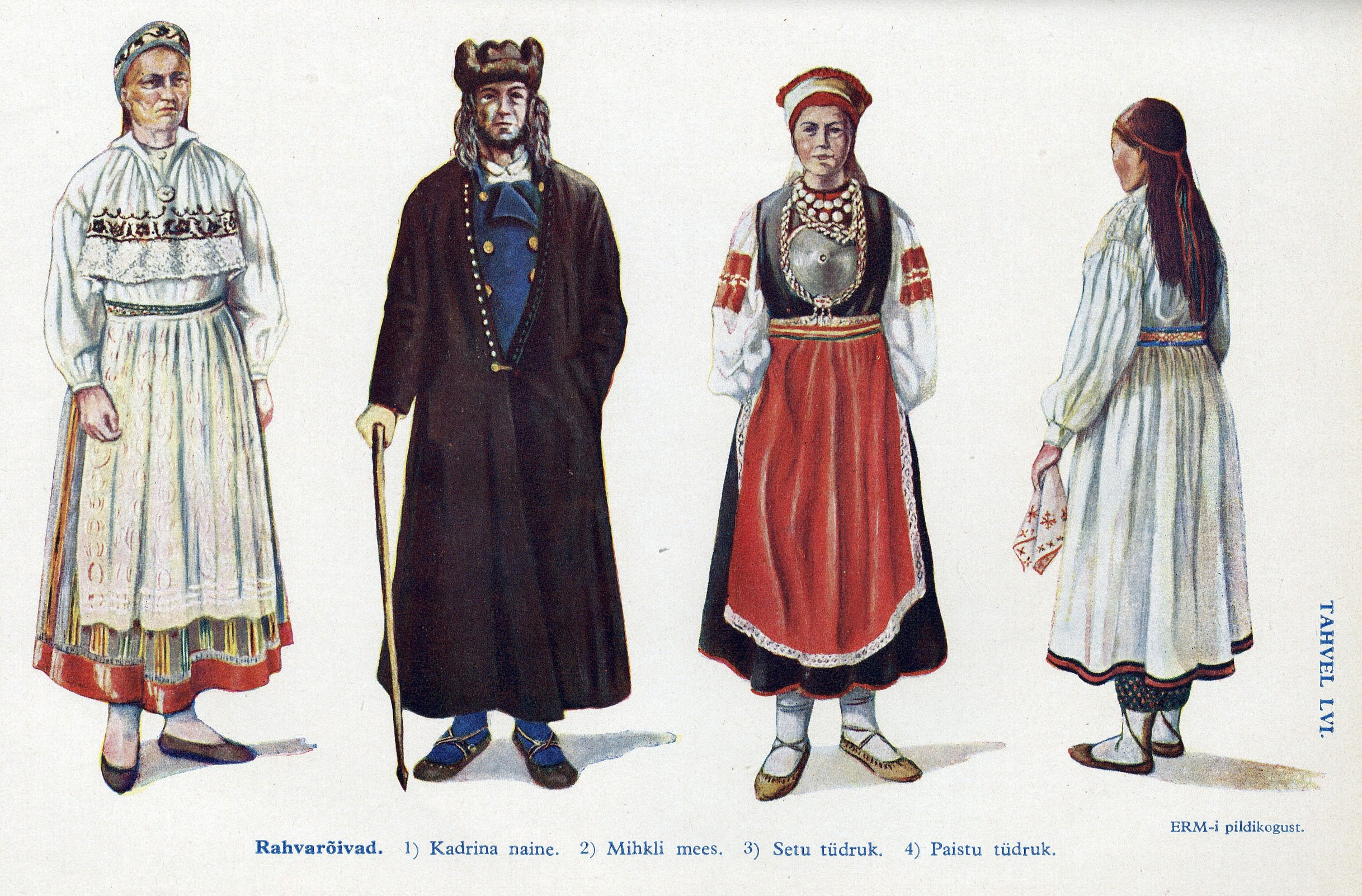
爱沙尼亚民族服饰

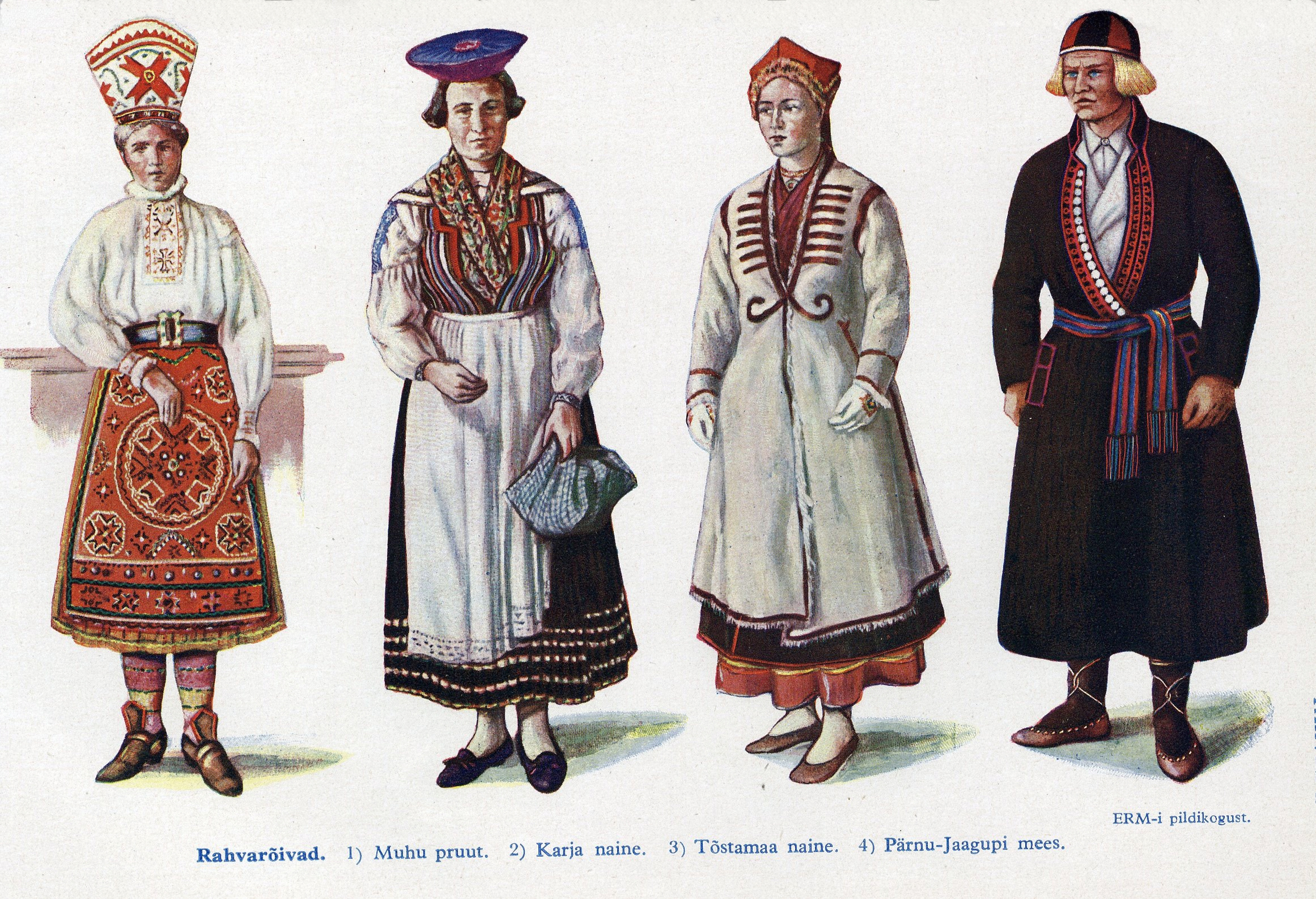
爱沙尼亚民族服饰

古代的愛沙尼亞人只有名字，没有姓氏。歷經外族相繼入侵統治後，同時也引進了姓氏的使用。
愛沙尼亞人的姓氏主要來源是父名祖名、住地封地、職業職務或性格外貌等，還有很多家族姓氏來自樹木。子女要繼承父親的姓氏。
愛沙尼亞没有支付聘禮或嫁妝的傳統。根據現代《家庭法》，年滿18歲的男女可締結婚約。或者經父母監護人書面同意，15至18歲者也可以締結婚約。婚後，夫妻選擇其中一方的姓氏為共同姓氏，雙方保留其婚前姓氏，或應一方要求，將另一方的姓氏加在婚前姓氏前面。如果離婚，因婚姻而改變姓氏的一方依照自己意願，可保留結婚時取得的姓氏，或恢復其婚前姓氏。
愛沙尼亞的男性傳統上一直被賦予領導者、決策者的角色；而女性則被視為照管者、附屬者，地位要低於男子，主要表現在職業市場、家庭以及決策方面。因此1996年12月，愛沙尼亞社會事務部設立了男女平等局，促使性別平等方向的社會發展。

## 產業與生活
過去一級產業發達，此外連結東西方貿易路線的不凍深水港至今仍然是愛沙尼亞的重要資產。蘇聯時期愛沙尼亞主要發展工業，現在愛沙尼亞注重IT產業，網路技術非常發達。

### 飲食
常食用馬鈴薯、麵食、烤肉、奶製品、沙拉、燻魚，愛喝自製啤酒。由於冬季寒冷，常會鹽漬肉類、蔬菜，和做水果凍，水果凍不放糖而是加波羅的海特產蜂蜜。

## 信仰與習俗
愛沙尼亞人宗教信仰不強烈，只有三分之一的人信教。十三世紀基督宗教傳入，主要為教派為天主教會，宗教改革後，最大的教派為路德宗。南部和島嶼地區的居民較多信東正教。有些本土的自然崇拜(maausk)儀式一直留存至今，像是在聖樹繫上還願絲帶。
主要節日有元旦、獨立日(2月24日)、仲夏節(6月24日)、恢復獨立日(8月20日)以及聖誕節。
6月24日是白日最長的一天，仲夏節從23日的「夜」就宣告開始，這個節日帶有太陽崇拜的色彩，人民盡情享受每一秒的日光，圍著篝火唱歌跳舞。在仲夏節之夜，不吟詩或唱歌就無法得到禮物。
每年6月還有老城節日，舉辦以中世紀為主題的慶典。
愛沙尼亞還經常辦「能工巧匠日」活動，四處趕來的藝人們聚集在廣場上，當眾獻技。再評選出最佳手藝人、最佳陶器工、最佳鍛工、最佳編織工等，獎勵工藝能力出色的參賽者。
比較特別的是，愛沙尼亞人習慣在萬聖節悼念逝去的親友，當天會很安靜。

## 文學與藝術

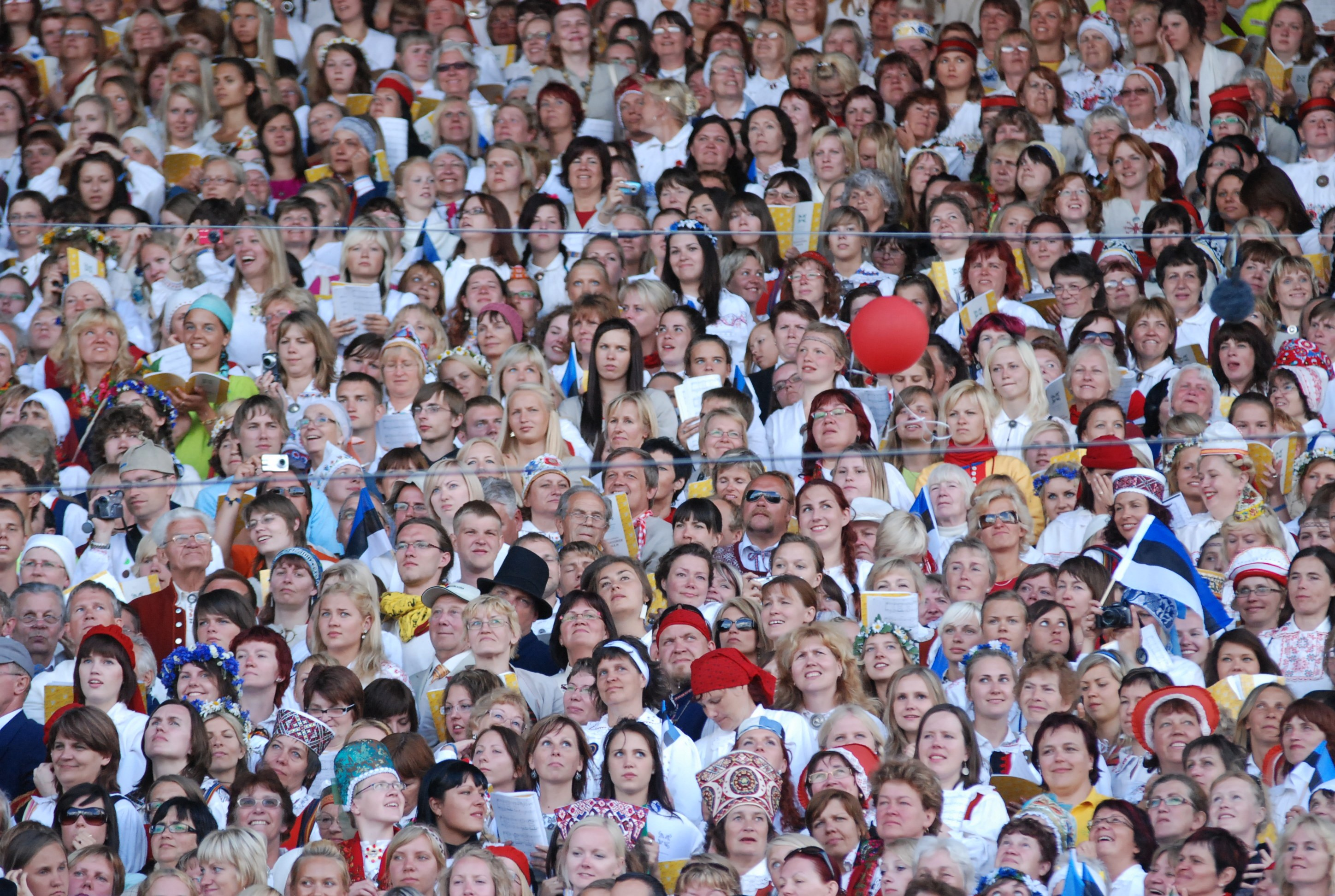
音樂歌舞節

十九世紀中葉人民史詩《卡列維波埃格》的資料蒐集編輯完成，這部巨作奠定了愛沙尼亞民族文學的基礎。受歐洲思潮影響及時空轉變，文學中也展現現實主義、愛國主義，或無產階級文學、民主主義的色彩。詩歌和文學作品的主題，常常是有關傳說及海洋冒險的故事。
音樂和唱歌是愛沙尼亞人生活非常重要的一環，傳統樂器多元有口簧、風笛、囊弦琴、手風琴等等。風笛在愛沙尼亞已流行好幾百年，是舞蹈和儀式典禮主要伴奏的樂器，直到十九世紀被小提琴取代。
愛沙尼亞人自古有著歌唱的傳統，出現許多世界著名的作曲家，並以此凝聚民族情感。在民族文學啟蒙運動的影響下，促發1869年開辦首次的音樂歌舞節，現在已成為愛沙尼亞重要文化傳統，每五年盛大舉辦。
蘇聯時期波羅的海三國的人民更以歌唱革命和平示威，史稱「波羅的海之路」。
愛沙尼亞編織工藝也很知名，花紋種類多樣。